# جيانكارلو مارينيللي
جيانكارلو مارينيللي (بالإيطالية: Giancarlo Marinelli)‏ من مواليد 1915 - وفيات 1987، كان لاعب كرة سلة إيطالي. مثّل منتخب بلاده. شارك في مسابقة كرة السلة في الألعاب الأولمبية الصيفية.

## الميداليات
| الميدالية | المسابقة                         |
| --------- | -------------------------------- |
| فضية      | بطولة أمم أوروبا لكرة السلة 1937 |

## روابط خارجية
- جيانكارلو مارينيللي على موقع الاتحاد الدولي لكرة السلة (الإنجليزية)
- جيانكارلو مارينيللي على موقع سبورتس رفرنس (الإنجليزية)
- جيانكارلو مارينيللي على موقع أوليمبيديا (الإنجليزية)